# Юзеф Петро Пац
Юзеф Петро Пац (пол. Józef Piotr Pac; 1736, Вільно — 13 березня 1797) — державний і воєнний діяч Великого князівства Литовського, генерал-майор литовських військ (13 березня 1797), з 1758 року або раніше — генерал-ад'ютант булави великої литовської, староста вілейський.

## Біографія
Представник литовського магнатського роду Паців герба Гоздава. Тато — Петро Пац (пом. 1756), староста пінський і вілейський, мати — княжна Єфросинія Огінська (пом. бл. 1765). Сестри — Бенедикта та Ельжбета.
У 1776 р. обирався депутатом від лідського повіту на конфедеративний сейм. Противник партії Чорторийських.
16 березня 1792 року нагороджений Орденом Білого орла.
24 квітня 1794 року на площі перед ратушею у Вільно був урочисто проголошений «Акт повстання литовського народу», котрий підтверджував єдність віленських інсургентів та повстанців Тадеуша Костюшка. У той же день була створена Вища Тимчасова рада повстанців, яку очолив Юзеф Неселовський. До складу Ради також увійшли 29 заслужених громадян литовської столиці, в тому числі і староста вілейський Юзеф Пац.
Улітку 1794 року вирушив до Галичини, звідки повернувся на батьківщину після поразки повстання Костюшка.